# Being There (album)
Pour le film dont le titre original est Being there, voir Bienvenue, mister Chance.
Albums de Wilco
A.M.
(1995) Mermaid Avenue
(1998)
Being There est le deuxième album studio du groupe de rock alternatif américain Wilco, sorti le 29 octobre 1996 chez Reprise Records. L'ensemble des textes et des musiques ont été écrits par Jeff Tweedy entre septembre 1995 et juillet 1996. Malgré sa sortie en double album, Being There a été vendu au prix d'un seul album grâce à un accord entre le chanteur Jeff Tweedy et le label du groupe, Reprise Records. L'album marque une grande progression du groupe tant au niveau des ventes que de l'accueil critique par rapport à leur premier album A.M. paru en 1995.

## Liste des titres

### Disque un
| No  | Titre                                 | Durée |
| --- | ------------------------------------- | ----- |
| 1.  | Misunderstood                         | 6:28  |
| 2.  | Far, Far Away                         | 3:20  |
| 3.  | Monday                                | 3:33  |
| 4.  | Outtasite (Outta Mind)                | 2:34  |
| 5.  | Forget the Flowers                    | 2:47  |
| 6.  | Red-Eyed and Blue                     | 2:45  |
| 7.  | I Got You (At the End of the Century) | 3:57  |
| 8.  | What's the World Got in Store         | 3:09  |
| 9.  | Hotel Arizona                         | 3:37  |
| 10. | Say You Miss Me                       | 4:07  |

### Disque deux
| No | Titre                    | Durée |
| -- | ------------------------ | ----- |
| 1. | Sunken Treasure          | 6:51  |
| 2. | Someday Soon             | 2:33  |
| 3. | Outta Mind (Outta Sight) | 3:20  |
| 4. | Someone Else's Song      | 3:21  |
| 5. | Kingpin                  | 5:17  |
| 6. | (Was I) In Your Dreams   | 3:30  |
| 7. | Why Would You Wanna Live | 4:16  |
| 8. | The Lonely 1             | 4:48  |
| 9. | Dreamer in My Dreams     | 6:43  |